# Zygmunt August (dramat)
Zygmunt August – polska sztuka teatralna (tragedia) autorstwa Józefa Wybickiego.
Sztuka została wydana w listopadzie 1783 w Warszawie jako drugi w tym roku utwór Wybickiego (po Kuligu). 
Dzieło powstało prawdopodobnie na powitanie króla Stanisława Augusta Poniatowskiego w Poznaniu, kiedy to miał się tu zjawić na uroczystości ratuszowe. Tragedia ta jest de facto aktualnym w tamtych czasach przesłaniem politycznym ubranym w historyczną maskę. Dzieło występowało w obronie króla, silnego prawa państwowego, Kodeksu Zamoyskiego, a przeciwko anarchizacji państwa i spiskom magnaterii, np. Kmitów. Wybicki dostrzegł poznańską analogię między czasami Zygmunta Augusta, a Stanisława Augusta Poniatowskiego - za obu monarchów pięknie odrestaurowano poznański ratusz - symbol potęgi prokrólewskiego mieszczaństwa. Nie jest możliwe do ustalenia, czy prapremiera sztuki nastąpiła w Poznaniu, ale jest prawdopodobne, że tak się stało, podobnie jak w przypadku pokazu w mieście Burmistrza poznańskiego autorstwa Jana Baudouin'a de Courtenay.